# 로그 원: 스타워즈 스토리
《로그 원: 스타 워즈 스토리》(영어: Rogue One: A Star Wars Story)는 2016년 개봉한 미국의 서사 스페이스 오페라 영화이다. 시각 효과 감독 존 놀로부터 아이디어를 얻었으며 개러스 에드워즈가 감독, 개리 휘터와 크리스 와이츠가 각본을 맡았다.
스타워즈 세계관을 무대로 한 독립된 이야기들의 모음집인 《솔로: 스타워즈 스토리》 시리즈의 첫 영화로 펄리시티 존스, 디에고 루나, 리즈 아메드, 벤 멘델슨, 견자단, 장원, 포리스트 휘터커, 마스 미켈센, 앨런 튜딕이 출연할 예정이다. 영화는 루카스필름이 제작하며 월트 디즈니 스튜디오스 모션 픽처스가 배급할 예정이다. 본 촬영이 2015년 8월초 런던 근처의 엘스트리 스튜디오에서 시작되었다. 《로그 원》은 프랜차이즈의 최신 영화인 《스타 워즈: 깨어난 포스》 후 1년 뒤인 2016년 12월 28일(대한민국)에 개봉되었다.

## 줄거리
갤런 어소와 그의 가족을 찾아온 오슨 크레닉은 갤런이 설계하던 미완성 무기를 완성시키도록 강요한다. 갤런의 아내는 크레닉에게 부상을 입히고 사망하고 어소는 끌려간다. 딸 진 어소는 살아남아 소우 게레라의 밑에서 크게 된다. 15년 후, 진은 제국군에게 잡히게 되었지만 갤런을 죽여 무기의 완성을 막으려는 반란군 연합에게 구출된다.
제다 행성으로 간 진, 반란군 카시안 안도르, 드로이드 K-2SO는 치루트 임웨와 베이즈 맬버스의 도움으로 갤런의 메시지를 전달하기 위해 탈영한 제국군 보디 룩을 잡고 있는 소우 게레라를 찾는다. 갤런이 전달한 홀로그램에서 자신은 제국의 무기 데스 스타를 강제로 만들게 되었고 자신이 있든지간에 데스 스타의 완성을 불가피하기에 설계의 핵심 인물로서 치명적인 약점을 만들어두었다고 한다. 설계도는 스카리프 행성의 데이터 뱅크에 있다고 한다. 진은 아버지의 사랑을 깨닿고 제국에 맞서기로 한다.
그랜드 모프 타킨은 크레닉을 만나고 데스 스타의 슈퍼 레이저를 시험하여 제다를 파괴한다. 반란군은 탈출하지만 나이 든 게레라는 그곳에 남아 죽는다. 타킨은 보안 실패를 빌미로 데스 스타 프로젝트를 가로채려하고, 탈영병이 이두 행성에 있던 것을 안 크레닉은 갤런이 있는 이두 행성으로 향한다. 반란군 역시 이두로 향한다.
이두에 도착한 크레닉은 정보 유출에 대해 심문하고 모든 연구원들을 죽이겠다는 협박을 하자 갤런이 자수한다. 크레닉은 입막음을 위해 다른 연구원들을 사살하고 갤런에게 무슨 정보를 빼돌렸는지 묻지만 답을 듣지 못한다. 카시안 안도르와 진의 반란군은 이두에 도착하고 다른 반란군과 통신이 끊겨 반란군의 폭격을 막지 못하고 갤런이 죽게 된다.
진은 반란군 회의에서 데스 스타의 설계도를 탈취하자는 안건을 내놓지만 수뇌부에 반대를 맞닥뜨린다. 다행히 카시안 안도르를 비롯한 일부가 참여하여 '로그 원'을 결성해 스카리프로 향한다. 크레닉도 병력을 이끌고 스카리프로 향한다. 카시안, 진, K-2SO는 데이터 뱅크 내로 잠입하고 다른 인원은 제국의 눈을 돌리려 노력한다. 로그 원의 공격 소식을 들은 라더스 제독은 스카리프로 향하고 다른 반란군들도 그곳으로 향한다.
우주에서는 보호막을 제거하려하고 지상에서는 설계도를 탈취해 전송하려는 노력이 이어진다. 그 과정에서 여러 희생이 있었지만 보호막이 제거되고 진과 카시안은 크레닌이 저지에도 불구하고 설계도 전송에 성공한다. 그 순간, 스카리프 궤도에 데스 스타가 초공간도약을 해 도착했다. 다스 베이더와 그의 기함도 스카리프 전장에 도착한다.
데스 스타는 스카리프에 슈퍼레이저를 쏘고 로그 원은 전멸한다. 탈취한 설계도를 베이더가 쫓지만 결국 레아 오르가나의 손에 설계도가 들어가게 되고, 《스타 워즈 에피소드4 - 새로운 희망》 (1977)으로, 이어진다.

## 출연진
- 펄리시티 존스 - 진 어소
- 디에고 루나 - 카시안 안도르
- 마스 미켈센 - 갤런 어소
- 리즈 아메드 - 보디 룩
- 포리스트 휘터커 - 소우 게레라
- 견자단 - 치루트 임웨
- 장원 - 베이즈 맬버스
- 벤 멘델슨 - 오슨 크레닉
- 앨런 튜딕 - K-2SO
- 제임스 얼 존스 - 다스 베이더(목소리)
- 발렌 케인 - 라이라 어소
- 제너비브 오라일리 - 몬 모스마
- 조너선 아리스 - 제벨 의원
- 엘리스테어 페트리 - 드레이븐 장군
- 지미 스미츠 - 베일 오가나
- 벤 다니엘스 - 메릭 장군
- 폴 케이시 - 래더스 제독
- 이언 매켈리니 - 도도나 장군
- 페레스 파레스 - 바스파르 의원
- 샤론 덩컨브루스터 - 팜로 의원
- 덩컨 파우 - 멜시 병장
- 조던 스티븐스 - 톤크 상등병
- 바부 치세이 - 세플라 중위
- 대니얼 메이스 - 티빅
- 앤디 드 라 투어 - 허스트 로모디 장군
- 토니 피츠 - 캡틴 피테로
- 에릭 맥레넌 - 레벨 테크
- 프랜시스 매지 - 그리즐리 레벨
- 브론슨 웹 - 레벨 MP
- 제럴딘 제임스 - 블루 3
- 엘리온 버케어 - 블루 4
- 사이먼 파너비 - 블루 5
- 드류 헨리 - 레드 리더
- 앵거스 매키니스 - 골드 리더
- 리처드 글러버 - 레드 12
- 토비 헤퍼먼 - 블루 8
- 리처드 커닝햄 - 라만다 장군
- 잭 로스 - 아데마 중위
- 마이클 굴드 - 고린 제독
- 마이클 셰이퍼 - 코르신 장군
- 제프 벨 - 프롭브 소위
- 제임스 하크나스 - 바스터런 이등병
- 맷 립피 - 로스톡 상등병
- 워릭 데이비스 - 위티프 큐비
- 스티븐 스탠턴 - 레더스 제독(목소리)
- 마이클 나르돈 - 쉴드 게이트 장교
- 크리스토퍼 패트릭 놀런 - 얼데라니안 경호원
- 앵거스 라이트 - 해머헤드 캡틴
- 리처드 프랭클린 - 엔지니어
- 웨스턴 개빈 - 엔지니어
- 닉 홉스 - 엔지니어
- 가이 헨리 - 그랜드 모프 타킨
- 스펜서 와일딩 - 다스 베이더

- 사문영 - 진 어소
- 조민수 - 카시안 안도르
- 사성웅 - 보디 룩
- 김영선 - 치루트 임웨
- 최석필 - 베이즈 맬버스
- 정재헌 - K-2SO
- 박영재 - 쏘우 게레라
- 오인성 - 오슨 크레닉
- 임채헌 - 윌허프 타킨
- 신성호 - 다스 베이더
- 송준석 - 게이런 어소
- 배진홍 - 몬 모스마
- 하성용 - 드레이븐 장군
- 한경화 - 라이라 어소
- 류다무현 - C-3PO
- 김승태 - 베일 오르가나
- 김영은 - 젊은 레아

## 개봉
《로그 원》은 2016년 12월 10일 로스앤젤레스의 판타지 극장에서 처음 공개되었다. 유럽에서는 2016년 12월 14일, 북미에서는 12월 16일, 대한민국에는 12월 28일에 개봉했다.